# روب كونراد
روب كونراد (بالإنجليزية: Rob Konrad)‏ هو لاعب كرة قدم أمريكية أمريكي، ولد في 12 نوفمبر 1976 في روتشستر في الولايات المتحدة.

## وصلات خارجية
- روب كونراد على موقع مرجع كرة القدم المحترفة.كوم (الإنجليزية)
- روب كونراد على موقع كلية كرة القدم في سبورتس رفرنس.كوم (الإنجليزية)